# Le Petit Âne de Bethléem
Pour plus de détails, voir Fiche technique et Distribution.
Le Petit Âne de Bethléem ou Mon Petit Âne au Québec (The Small One) est un moyen métrage de Noël d'animation produit par les studios Disney pour Buena Vista Distribution Company sorti le 16 décembre 1978. L'histoire est tirée d'un conte de Noël de Charles Tazewell publié en 1947.

## Synopsis
Dans l'antique Judée, un jeune garçon hébreu va à la demande de son père vendre le petit âne au marché. C'est un homme nommé Joseph qui achète l'animal et qui s'en sert pour emmener sa femme enceinte Marie à Bethléem.

## Fiche technique
- Titre original : The Small One
- Autres Titres[3] :
  -  France : Le Petit Âne de Bethléem
  -  Québec : Mon Petit Âne
- Réalisateur : Don Bluth assisté de Richard Rich
- Scénario : Vance Gerry et Peter Young d'après le livre de Charles Tazewell
- Animation :
  - Supervision de l'animation : Gary Goldman, Cliff Nordberg, John Pomeroy, Walt Stanchfield
  - Animateurs : Lorna Cook, Heidi Guedel, Bill Hajee, Chuck Harvey, Ron Husband, Emily Jiuliano, Linda Miller, Jerry Rees
  - Layout : Dan Hansen, Sylvia Roemer
  - Background : Daniela Bielecka, Jim Coleman
  - Effets d'animation : Ted Kierscey, Dorse A. Lanpher
  - Storyboard : Peter Young
- Montage : James Melton
- Musique: Robert F. Brunner
- Producteur : Ron Miller
- Société de production : Walt Disney Productions
- Distributeur : Buena Vista Distribution Company
- Date de sortie : 16 décembre 1978[2]
- Format d'image : couleur (Technicolor)
- Durée : 24 min
- Langue : (en)
- Pays de production :  États-Unis

## Distribution

### Voix originales
- Sean Marshall : le garçon
- William Woodson : le tanneur
- Olan Soule : le père
- Hal Smith : le commissaire-priseur
- Joe Higgins : le garde
- Thurl Ravenscroft : les acquéreurs
- Gordon Jump (en) : Joseph
- Christalee : la chanteuse du générique

### Voix françaises
- Morvan Salez : le garçon
- Marc de Georgi : le père
- Jacques Deschamps : le garde
- Georges Atlas : le tanneur
- Pierre Garin : le commissaire-priseur
- Roger Lumont et Albert Médina : les acquéreurs
- Dominique Paturel : Joseph
- Nicole Rieu : la chanteuse du générique

## Chansons
- The Small One
- A Friendly Face
- The Market Song

## Origines et production
Les droits du film avaient été achetés en 1960 par Walt Disney. Ce n'est qu'en 1973 que l'artiste et scénariste Pete Young redécouvrit le livre de Charles Tazewell dans la bibliothèque du studio que le projet a été relancé avec l'approbation de Ron Miller, alors vice-président chargé de la production. Vance Gerry s’attelle à la réécriture d'un scénario mais la production accuse plusieurs contre-temps et ne débute qu'en 1977. Parmi la nouvelle génération d'animateurs, le plus remarqué est Don Bluth qui se voit accorder la réalisation du moyen métrage Le Petit Âne de Bethléem (1978) avec seulement de jeunes animateurs.
Mark Arnold indique qu'après le succès de la sortie des Aventures de Bernard et Bianca, le studio a décidé de poursuivre la production d'autres films d'animation réalisés par les nouveaux animateurs comme Le Petit Âne de Bethléem. Exception faite de Cliff Nordberg, c'est le premier film presque entièrement réalisé par la nouvelle génération d'animateurs du studio, animateurs arrivés pour la plupart d'entre eux après le décès de Walt. Le film a été diffusé au cinéma en première partie de la ressortie en 1978 de Pinocchio (1940).
Le film a nécessité plus de 150 artistes et techniciens qui ont réalisé plus de 100 000 dessins utilisés pour le film et plus du triple en dessins préparatoires, esquisses...
Les trois chansons du films ont été écrites par Don Bluth et Richard Rich, sur des musiques de Robert F. Brunner. Le film a aussi utilisé une chorale de 12 personnes, la première fois pour le studio Disney depuis La Belle au bois dormant (1959) et un orchestre de 42 instruments.

## DVD
Le film a fait l'objet d'une sortie en DVD dans la compilation de dessins animés Mickey, le calendrier de Noël sorti le 4 décembre 2002 édité par Walt Disney France et distribué par The Walt Disney Company France. Le ratio écran est en 1.33:1 plein écran 4:3. L'audio est en Français, Anglais et Néerlandais 2.0 Dolby Digital avec la présence de sous-titres de ces mêmes langues. La durée est de 25 minutes. Il s'agit d'une édition Zone 2 Pal.